# Romain Caillet
Pour les articles homonymes, voir Caillet.
Romain Caillet, né le 14 juin 1977 à Paris, est un islamologue et consultant français.
Il est spécialiste de la mouvance djihadiste mondiale, notamment de l'État islamique et d'al-Qaïda. Il est l'auteur de nombreuses publications et est régulièrement consulté par les médias. Ses travaux sont également consacrés aux nouveaux clivages sunnites/chiites dans le monde arabe et à la guerre civile syrienne, avec l'accent sur les formations djihadistes. Arabisant et converti à l'islam, il a vécu de nombreuses années au Moyen-Orient : trois ans au Caire, deux ans à Amman et près de cinq ans à Beyrouth.

## Biographie

### Formation et début de carrière universitaire
Après son baccalauréat, il entame des études d'histoire à l'Université Paris-XII[réf. nécessaire]. À la suite de l'obtention d'une maîtrise puis d’un DEA d’histoire médiévale à Paris I-Panthéon-Sorbonne[réf. nécessaire] et de travaux consacrés au hanbalisme médiéval, il décide en 2006 de se lancer dans une thèse qu'il abandonne par la suite, préférant réaliser des travaux de consultant pour des organisations internationales « qui disposent de plus de financements ».
Romain Caillet est diplômé d'un diplôme universitaire d'arabe, obtenu en 2004 à Paris-IV, et a suivi entre 2005 et 2006 un stage intensif au Département d'enseignement de l'arabe contemporain (DEAC) du Caire.
Il a eu le statut de chercheur associé au Centre d'études et de documentation économiques, juridiques et sociales (CEDEJ) du Caire (2006-2008) au début de sa thèse.
Il enseigne à l'Institut français du Proche-Orient de 2008 à 2014, à Amman (2008-2010) et est doctorant associé à l'IFPO de Beyrouth jusqu'en 2015.
En 2010, il s’installe au Liban, grâce à une bourse octroyée par le ministère français des Affaires étrangères pour poursuivre sa thèse sur le djihadisme.

### Parcours dans les milieux islamistes
Romain Caillet se convertit à l'islam en 1997 alors qu'il a 20 ans. Après avoir été proche des Frères musulmans, il côtoie des courants plus radicaux et apparaît sur les forums pour défendre des positions favorables au djihad. Il se rapproche tour à tour des Frères musulmans et des salafistes au cours des années 2000.
Il est un temps proche du djihadisme : il affirmera avoir été séduit par cette idéologie car il ne « voyait pas d'autres réponses par rapport aux dictatures du monde arabe », mais indique ne jamais avoir soutenu la lutte contre l'Occident. En 2005, il part pour l'Égypte pour apprendre l'arabe et suit des cours dans un établissement qui sera par la suite fermé par les autorités car soupçonné d'être un espace de recrutement des djihadistes. Il vivait dans le huitième arrondissement de Madinat Nasr, quartier cairote fréquenté par les extrémistes, et aurait côtoyé les frères Clain, dont l'aîné, Fabien, a enregistré la revendication audio des attentats du 13 novembre,.
Il rompt avec cette mouvance en 2007 et poste des repentirs publics. Interrogé par la SDAT en 2008, il n'est pas inquiété par la justice, mais fait depuis l'objet d'une fiche S,,. La révélation de ce passé entraînera le 6 mai 2016 la rupture par BFM de tout lien avec son consultant.

### Carrière de consultant et journalistique
Vivant au Liban, il quitte progressivement le monde universitaire pour entamer une carrière de consultant-analyste effectuant des missions de conseil pour des organisations internationales (NGC Consulting,).
De retour du Maroc le 28 février 2015, où il était invité à une émission de télévision, il est refoulé à l'aéroport de Beyrouth et expulsé du Liban le lendemain. Soupçonné d'être « lié à des organisations terroristes » par la Sûreté générale, Romain Caillet parle d'« une accusation ridicule » et dénonce « l'emprise des milieux pro-Hezbollah et pro-iraniens sur les institutions libanaises ». Il semblerait toutefois qu'il ait été plutôt expulsé pour des tweets hostiles à l’armée libanaise, « interprétés comme une caution aux djihadistes ».
Après avoir vécu cinq années au Liban, il se réinstalle alors en France,,.
En mars 2016, Romain Caillet intervient à quelques reprises sur la chaîne BFM TV en tant que consultant extérieur sur les questions de djihadisme. En mai, à la suite d'un article de L'Obs révélant les prises de positions au début des années 2000 de l'intéressé, notamment ses sympathies pour le djihad, la chaîne cesse avec lui toute collaboration, déclarant notamment que certains éléments de son passé avaient été dissimulés à la chaîne d'information, principalement le fait qu'il soit fiché S,,,.
Selon le journaliste David Thomson, lauréat du prix Albert-Londres 2017, ce passé ajoute au contraire encore davantage de crédibilité aux analyses de Romain Caillet : « Ce qui fait sa crédibilité, c’est sa hauteur de vue universitaire et le fait qu’il ait eu un pied dans la mouvance djihadiste. C’est ce passé qui lui permet d’en connaître les acteurs et les textes auxquels ils se réfèrent, et d’en être un des meilleurs connaisseurs ».
Après cette éviction, il reçoit le soutien du journal Libération, qui note que « BFMTV a réussi à torpiller une des rares compétences que la télévision offrait sur le sujet ».
En juillet 2016, le site Internet Syria Deeply classe Romain Caillet parmi les huit meilleurs experts à suivre pour comprendre l'actualité des groupes islamistes en Syrie.
Au mois de septembre 2016, il lance le blog Jihadologie, hébergé par Libération et consacré à l'actualité du courant djihadiste.
En octobre 2017, il publie, avec le journaliste Pierre Puchot, un livre intitulé Le combat vous a été prescrit : une histoire du jihad en France, aux éditions Stock. À travers des entretiens avec les djihadistes et des documents judiciaires, l’ouvrage retrace l’histoire de ce mouvement en France du GIA à l'État islamique.

### Un promoteur de la «djihadologie» en France
En janvier 2016, Romain Caillet défend la jihadologie comme nouvelle discipline scientifique lors d’un séminaire tenu à Sciences Po Paris.
Selon lui, elle doit se concevoir sur le modèle de la soviétologie qui, à l'époque de la guerre froide, articulait connaissance du marxisme et des langues slaves. La djihadologie nécessite ainsi des connaissances spécifiques, comme la langue arabe et les fondamentaux de l’idéologie jihadiste, le sens des chants militants ainsi que ses références historiques.
Il est crédité d'avoir, à contre-courant de la plupart des observateurs, été le premier chercheur à avoir affirmé dès 2013 que l’organisation État islamique n’était pas liée à al-Qaïda[source insuffisante].

### Vie privée
Il est marié et père de famille.

## Contacts et réseau
Ses analyses s’appuient sur une connaissance érudite de l’islam mais aussi sur de nombreux contacts dont il bénéficie au sein de la mouvance jihadiste. Afin d’avoir une information complète, il « rencontre tout le monde », dînant « avec une personne des services de renseignements français et, le lendemain midi, [mangeant] un kebab avec un djihadiste ».
Les informations sur le courant djihadiste qu'il diffuse au quotidien sur son compte Twitter assurent, selon le site Rue89, avec celles fournies par d’autres comptes Twitter « une véritable crédibilité, un recoupement de l’information doublé de connaissance de la réalité ».

## Publications
Il est l’auteur de nombreux articles publiés dans des revues académiques et a contribué à l’écriture de plusieurs ouvrages collectifs remarqués. Son expertise reconnue de la « mouvance jihadiste » lui assure d’être régulièrement invité dans les médias francophones et arabophones.

### Ouvrages
- « Le combat vous a été prescrit ». Une histoire du jihad en France, avec Pierre Puchot, Paris, Éditions Stock, 2017, 288 pages.

### Rapports d’expertise publics
- « From the Ba’th to the Caliphate: the former officers of Saddam and the Islamic State», The Norwegian Peacebuilding Resource Centre/Norsk Ressurssenter for Fredsbygging (NOREF), juin 2015, [lire en ligne] trad. « Du Baas au Califat: les anciens officiers de Saddam et l'État islamique », juillet 2015, Terrorisme.net, [lire en ligne]
- « The Governorate of Homs: is this the Islamic State’s new fiefdom? », The Norwegian Peacebuilding Resource Centre/Norsk Ressurssenter for Fredsbygging (NOREF), août 2014, [lire en ligne], trad. « Le gouvernorat de Homs, un autre fief de l’État islamique », août 2014, Les invités de Mediapart, [lire en ligne]

### Chapitres d’ouvrages collectifs
- En collaboration avec Pierre Puchot, « Hizb An-Nour, État islamique… salafistes et Frères : les cas égyptien et syrien », in Pierre Puchot (éd.), Les Frères musulmans et le pouvoir, Paris, Galaade éditions, 2015, p. 77-93.
- En collaboration avec Fr. Burgat, « Une guérilla islamiste ? Typologie idéologique de la révolte armée » in Fr. Burgat et B. Paoli (éd.), Pas de printemps pour la Syrie Acteurs et enjeux de la crise 2011-2013, Paris, La Découverte, 2013, p. 55-83. [lire en ligne]
- « Note sur l’espace public salafi en Jordanie », in M. Ababsa et R. Daher (éd.), Cities, Urban Practices and Nation Building in Jordan, Villes, pratiques urbaines et construction nationale en Jordanie, Cahiers de l’IFPO n°6, Beyrouth, 2011, p. 307-327. [lire en ligne]
- En collaboration avec A. Lamnaouer, « De l’usage du jihâd : la fin d’une ère en Égypte ? Les révisions idéologiques de Sayyid Imâm », in H. Aouardji et H. Legay (éd.), L’Égypte dans l’année 2007, Le Caire, CEDEJ, 2008, p. 85-115. [lire en ligne]
- « Trajectoires de salafis français en Égypte », in B. Rougier (éd.), Qu’est-ce que le salafisme ?, Paris, PUF, 2008, p. 257-271. [lire en ligne]

### Articles
- « De l'usage du takfir au Nigéria : la controverse de Boko Haram avec l'État Islamique en Afrique de l'Ouest», Religioscope, septembre 2016 [en ligne] [lire en ligne]
- « Introduction à la Jihadologie»,Terrorisme.net, janvier 2016 [en ligne] [lire en ligne]
- « Muhammad Ibn ‘Abd al-Wahhab : contre le culte des saints », Le Point Références, novembre-décembre 2015, p. 34-35.
- « Pour comprendre le slogan de l’État islamique», Religioscope, octobre 2014, [lire en ligne]
- « L'influence de la guerre en Syrie sur le courant jihadiste marocain », Études et Analyses du Religioscope, n°33, avril 2014, [lire en ligne]
- « Échec de l’offensive de l’Armée syrienne libre contre l’État islamique en Irak et au Levant », Orient XXI, février 2014, [lire en ligne]
- (en) « The Islamic State: Leaving al-Qaeda Behind », Carnegie Endowment for International Peace: Guide to Syria in Crisis, décembre 2013, [lire en ligne]
- « Égypte: les salafis à l'heure de la contre-révolution », Cahiers de l’Institut Religioscope, n°9, octobre 2013. [lire en ligne]
- « Le groupe Jabhat an-Nusra : la fabrique syrienne du “jihadisme” », collaboration avec F. Burgat, Les Carnets de l’Ifpo. La recherche en train de se faire à l’Institut français du Proche-Orient (Hypotheses.org), 2012. [lire en ligne]
- « Le phénomène Aḥmad al-Asîr : un nouveau visage du salafisme au Liban ? (2/2) », Les Carnets de l’Ifpo. La recherche en train de se faire à l’Institut français du Proche-Orient (Hypotheses.org), 2012. [lire en ligne]
- « Le phénomène Aḥmad al-Asîr : un nouveau visage du salafisme au Liban ? (1/2) », Les Carnets de l’Ifpo : la recherche en train de se faire à l’Institut français du Proche-Orient (Hypotheses.org), 2012. [lire en ligne]
- « Le procès d’Abû Muḥammad al-Maqdisî et le délit d’opinion dans un État autoritaire », Les carnets de l’Ifpo : la recherche en train de se faire à l’Institut français du Proche-Orient (Hypotheses.org), 2011. [lire en ligne]
- « A French Jihâdî in Crisis: “Role Exit” and Repression », The Muslim World, n° 101, 2011, p. 286-306. [lire en ligne]
- « Le champ salafi au prisme des révolutions tunisienne et égyptienne », Les carnets de l’Ifpo : la recherche en train de se faire à l’Institut français du Proche-Orient (Hypotheses.org), 2011. [lire en ligne]